# Vilhjálmur Einarsson
Vilhjálmur Einarsson (ur. 5 czerwca 1934 w Reyðarfjörður, zm. 28 grudnia 2019 w Reykjavíku) – islandzki lekkoatleta, trójskoczek, medalista olimpijski.
Vilhjálmur Einarsson był pierwszym islandzkim medalistą olimpijskim. Na igrzyskach olimpijskich w Melbourne w 1956 zdobył dość nieoczekiwanie srebrny medal. Dwa lata później zdobył również brązowy medal mistrzostw Europy. Najlepszy wynik w swojej karierze 16,70 m osiągnął w 1960 na stadionie Laugardalsvöllur w Reykjavíku. Wynik ten jest aktualnym (według stanu na 2022) rekordem tego kraju.
Startował na igrzyskach olimpijskich w Rzymie w 1960, gdzie zajął 5. miejsce w trójskoku i odpadł w kwalifikacjach skoku w dal.
Po zakończeniu kariery sportowej był nauczycielem i dyrektorem kilku szkół na Islandii. Był również znanym na Islandii malarzem pejzażystą.
Ojciec oszczepnika Einara Vilhjálmssona.